# Вопке Хукстра
Вопке Бастиан Хукстра (на нидерландски: Wopke Bastiaan Hoekstra) e нидерландски политик.
Хукстра е роден на 30 септември 1975 г. От 10 януари 2022 г. до 1 септември 2023 г. е заместник министър-председател и министър на външните работи на Нидерландия, а от 2017 до 2020 г. е министър на финансите. От 2020 г. е председател на партия „Християнски демократичен апел“. През 2023 г. е номиниран да поеме ролята на Франс Тимерманс като европейски комисар за околната среда; това предизвиква подписка срещу него заради работата му за „Шел“ и заради решенията му да подкрепи проучванията за нефт в Нидерландия. Хукстра е назначен на 9 октомври 2023 г.